# دانيال موريلون
دانيال موريلون (Daniel Morelon) هو لاعب أولمبي لرياضة ركوب الدراجات من فرنسا. شارك في الأولمبياد الصيفي في 1964–1976، وفاز بما مجموعه 5 ميداليات.

## الميداليات
| ذهب | فضة | برونز | المجموع |
| 3   | 1   | 1     | 5       |

## روابط خارجية
- دانيال موريلون على موقع أرشيف الدراجات (الإنجليزية)
- دانيال موريلون على موقع CycleBase (الإنجليزية)
- دانيال موريلون على موقع اللجنة الأولمبية الدولية (الإنجليزية)
- دانيال موريلون على موقع أوليمبيديا (الإنجليزية)